# Molí de Dalt de Vila-rodona
El Molí de Dalt de Vila-rodona és com es coneix l'edifici del carrer Major 16 de Vila-rodona (Alt Camp) inclòs a l'Inventari del Patrimoni Arquitectònic de Catalunya.

## Descripció
L'edifici conegut com a Molí de la Vila, o Molí de Dalt, està format per dos cases unides i construïdes amb tècnica de fàbrica tradicional de murs de càrrega de pedra aglomerada amb morter de calç; forjats de bigues de fusta amb revoltons; i teulada de teula àrab a dues vessants. Es desenvolupa en quatre plantes: A la baixa hi ha uns grans espais amb cinc portes que donen al carrer Major i una estança soterrània, on encara s'observa el canal i l'habitacle de la roda i moles de l'antic molí. A la planta primera hi ha un gran espai diàfan, on hi va haver el bar saló del Sindicat Agrícola; a la segona hi ha un habitatge; i la tercera les golfes, en un sol espai diàfan. L'edifici dona pel darrere a una placeta on hi ha un espai descobert on hi havia hagut el cinema, teatre i sala de ball del Sindicat, avui dia hort i espai clos a cel obert.

## Història
El Molí de Dalt de la Vila era el molí fariner més important de la població. Aprofitava la séquia que deriva les aigües del riu Gaia, a l'alçada d'Aiguamúrcia, i que, tenia una bassa en la zona del molí, amb un canal en fort pendent que movia les moles situades als baixos de l'edifici. A hores d'ara es conserva encara el canal i el salt, tot soterrat, i l'espai on hi havia la roda del molí i les moles. Posteriorment l'edifici va ser remodelat per acollir la seu del Sindicat Agrícola de Vila-rodona, una entitat que agrupava els pagesos, de caràcter conservador i adherida a la Lliga Regionalista. L'edifici disposava, als anys 1930, d'una gran sala on hi havia el cafè i un annex amb una altra gran sala amb escenari on es feien balls, representacions i cinema; a la segona planta hi havien les oficines del Sindicat. L'edifici va ser venut, el 5 de juny de 1975, per la Cooperativa Agrícola i Caixa Rural de Vila-rodona a una família d'immigrants aragonesos, els Gràcia, que el va restaurar, tot enderrocant la gran sala que amenaçava ruïna i construint un habitatge al segon pis i separant els dos edificis que l'integraven originàriament. L'edifici va ser destinat, a partir de l'any 1972, a centre de recollida de productes agrícoles de l'horta de Vila-rodona, que es portaven cada dia a vendre al Mercat Central de Barcelona. En aquells temps l'edifici era també conegut com a Cal Verduler, malnom d'Eusebi Gràcia Sánchez. Aquest nom va caure en desús en cessar aquesta activitat i es va recuperar el tradicional de Molí de la Vila, tal com es pot llegir en una placa ceràmica a la façana. Algunes persones es refereixen encara a l'edifici com a Casal Vell pel fet que va ser la seu del Sindicat Agrícola.
En Josep Santesmases i Ollé en el llibre «El segle xix a Vila-rodona» p.p. 148-151 ens parla d'aquest molí i d'un altre dit de la Molina i en mostra una fotografia de l'interior del carvacà.